# ژاله ضرابی
ژاله ضرابی سیاست‌مدار ایرانی بود، که در دوره بیست و چهارم مجلس شورای ملی به عنوان نماینده کاشان از استان اصفهان در مجلس شورای ملی حضور داشت.

## زندگی‌نامه
ضرابی زاده ۱۳۰۹ خورشیدی فرزند سرلشکر ابراهیم ضرابی کاشانی از افسران بلندپایه و یکی از فرماندهان ارتش در جنگ آذربایجان در غائله پیشه‌وری بود. وی تحصیلات متوسطه را در دبیرستان انوشیروان دادگر و تحصیلات عالی را در انگلستان در رشته ادبیات تطبیقی زبان انگلیسی و فرانسه و تاریخ هنر به پایان برد. ضرابی در سال ۱۳۵۰ در دوره ۲۳ از حوزه انتخابیه کاشان با اکثریت ۲۱۰۶۵ رای از مجموع ۲۱٬۹۶۱ رای، و در ۲۴ نیز با اکثریت ۲۵٬۷۵۲ رای از مجموع ۲۶٬۹۵۵ رای به عنوان نماینده مردم کاشان به مجلس شورای ملی رفت. نمایندگی ژاله ضرابی در دوره بیست و چهارم از ۱۷ شهریور سال ۵۴ آغاز شده و با پیروزی انقلاب اسلامی در بهمن‌ماه سال ۵۷ به پایان رسید. ژاله ضرابی دارای سمت هایی در شیر و خورشید ایران، رئیس شورای عالی داوطلبان، موسس سرپرستی کودکان بی سرپرست در بیمارستان کودکان یارافشار و عضو جمعیت خیریه فرح پهلوی ، مدیر بنیاد فرهنگی رضا پهلوی، کلوپ فرانسه و منشی مخصوص فریده دیبا بود. در مرکز اسناد مجلس شورای ملی در سال‌های ۱۳۵۵ و ۱۳۵۶ اسنادی از درخواست مرخصی و گذرنامه توسط وی برای معالجه در دست است؛ لذا وی از همان ایام در انگلستان تحت درمان بیماری سرطان قرار گرفت. پس از انقلاب ۱۳۵۷، اموال ژاله ضرابی توسط دولت جمهوری اسلامی مصادره شد. بخشی از زندگی‌نامه ژاله ضرابی در کتاب «شرح حال نمایندگان کاشان در ۲۴ دوره مجلس شورای ملی» نوشته محمد جمالی به چاپ رسیده‌است. ژاله ضرابی در ۸ مهرماه سال ۱۳۹۸ در سن ۸۹ سالگی در لندن درگذشت.

## خدمات ژاله ضرابی در مجلس ملی
۱-آسفالت جاده آران و بیدگل.
۲-ساختمان بیمارستان تامین اجتماعی.
۳-کشتارگاه مدرن در کاشان.
۴-بانک خون کاشان.